# Trest smrti v Tádžikistánu
Trest smrti v Tádžikistánu je legální forma trestu. Trest smrti povoluje článek 18 Ústavy Tádžikistánu z roku 1999. V ústavě je uvedeno, že každý člověk má právo na život, nikdo nemůže být zbaven života, s výjimkou udělení trestu smrti verdiktem soudu za velmi závažný trestný čin. V roce 2004 prezident Emómalí-ji Rahmón oznámil moratorium na trest smrti. Tádžikistán nepřistoupil k Druhému opčnímu protokolu Mezinárodního paktu o občanských a politických právech, jehož záměrem je celosvětově zrušit trest smrti.